# Bulk Molding Compound
Bulk Molding Compound oder  Bulk Moulding Compound (BMC), manchmal auch als  Dough Moulding Compound (DMC) bezeichnet, ist ein Faser-Matrix-Halbzeug. Es besteht zumeist aus Kurz-Glasfasern und einem Polyester- oder Vinylesterharz, andere Verstärkungsfasern oder Harzsysteme sind möglich. Plattenförmige Faser-Matrix-Halbzeuge heißen Sheet Molding Compound.
Das Gemisch wird nur ggf. leicht erwärmt in die Gussform gepresst und dort mit höherer Wärme ausgehärtet. Anders als bei Thermoplasten kann es danach nicht wieder durch Erwärmung verflüssigt werden.
BMC wird als formlose Masse in Beuteln oder anderen Gebinden geliefert. Bulk Molding Compound wurde Anfang der 1950er Jahre unter dem Handelsnamen Premix bekannt. Gegenüber dem reinen Harz hat BMC höhere Festigkeiten, Steifigkeiten und Temperatureinsatzgrenzen.
Den Durchbruch schaffte BMC 1980 mit der Einführung des Farrel-Mischers, der eine großindustrielle Herstellung ermöglichte. Die ersten BMC-Anwendungen stammten zunächst aus der Elektroindustrie, später folgte die Automobilindustrie. In letzterer wurde BMC besonders für Scheinwerferreflektoren und Zylinderkopfdeckel verwendet. 2002 wurden in Europa etwa 18.000 t BMC zu Scheinwerferreflektoren verarbeitet, bis 1989 verarbeitete Citroën die gleiche Menge an BMC zu Heckklappen.

## Verarbeitung
BMC wird im Heißpressverfahren verarbeitet, was kurze Taktzeiten ermöglicht. Die BMC-Masse wird dazu zentral in ein beheiztes, geteiltes Werkzeug eingelegt. Beim Schließen verteilt sich das BMC in der Werkzeugkavität. Durch die kurzen Faserlängen können beim Pressen auch dünne Rippen und Wanddicken gefüllt werden. Es besteht jedoch die Gefahr, dass sich an Engstellen das BMC entmischt. Dies geschieht dann, wenn eine Engstelle mit Fasern verstopft, so dass nur noch das Harz weiterfließen kann. Die einzelnen Verstärkungsfasern orientieren sich in der Regel in Strömungsrichtung, so dass lokal stark orientierte Fasern auftreten können. Dieser Effekt ist oft gewünscht und wird durch Anpassung des Werkzeugs mit Hilfe von Fließ- und Füllsimulationen gezielt beeinflusst.
In Spezialverfahren kann BMC, bei entsprechend kleinen Faserlängen, auch im Spritzgussverfahren verarbeitet werden.

## Zusammensetzung
Die genaue Zusammensetzung des Bulk Molding Compounds ist nur dem jeweiligen Hersteller bekannt. Grundsätzlich besteht BMC auf Polyesterbasis aus den folgenden Komponenten (jeweils Massenprozent):
- Reaktionsharz 10 bis 35 %
- Fasern 10 bis 50 %
- Füllstoffe 0 bis 70 %
  - Calciumcarbonat
  - Aluminiumtrihydrat
- Reaktionsmittel 1 bis 3 %
- Inerte Trennmittel 1 bis 2 %
- Stabilisatoren < 0,1 %

Die Füllstoffe haben dabei überwiegend die Aufgabe, das BMC zu verbilligen, indem Anteile von Fasern und Harz durch billigere Füllstoffe ersetzt werden. Je nach gewünschten Eigenschaften, zum Beispiel erhöhtem Flammschutz oder niedrigem Schrumpf, werden Zusatzstoffe zugesetzt. So erhöht zum Beispiel Magnesiumoxid die Plastizität und Kaolin die Säurebeständigkeit.
Naturfasern finden als preiswerte, nachwachsende Alternative zu Glasfasern zunehmend Verbreitung.